# American Hockey League 1993-1994
La stagione 1993-1994 è stata la 58ª edizione della American Hockey League, la più importante lega minore nordamericana di hockey su ghiaccio. Questa fu l'ultima stagione disputata dall'unica squadra fondatrice della AHL ancora in attività, quella degli Springfield Indians. La stagione vide al via sedici formazioni e al termine dei playoff i Portland Pirates conquistarono la loro prima Calder Cup sconfiggendo i Moncton Hawks 4-1.

## Modifiche
- Gli Utica Devils si trasferirono a Saint John, nel Nuovo Brunswick, diventando i Saint John Flames, squadra della Atlantic Division.
- I Baltimore Skipjacks andarono a Portland, nel Maine, diventando i Portland Pirates, squadra della North Division.
- Gli Halifax Citadels si trasferirono a Cornwall, in Ontario, diventando i Cornwall Aces, squadra della South Division.
- I Capital District Islanders si spostarono ad Albany diventando gli Albany River Rats.
- I New Haven Senators si trasferirono a Charlottetown, nell'Isola del Principe Edoardo, diventando i Prince Edward Island Senators, squadra della Atlantic Division.

## Stagione regolare

### Classifiche
Atlantic Division
|  | Pos. | Squadra                | Pt  | G  | V  | S  | N  | GF  | GS  | DR  |
|  | ---- | ---------------------- | --- | -- | -- | -- | -- | --- | --- | --- |
|  | 1.   | St. John's Maple Leafs | 102 | 80 | 45 | 23 | 12 | 360 | 287 | +73 |
|  | 2.   | Saint John Flames      | 84  | 80 | 37 | 33 | 10 | 304 | 305 | -1  |
|  | 3.   | Moncton Hawks          | 81  | 80 | 37 | 36 | 7  | 310 | 303 | +7  |
|  | 4.   | Cape Breton Oilers     | 77  | 80 | 32 | 35 | 13 | 316 | 339 | -23 |
|  | 5.   | Fredericton Canadiens  | 69  | 80 | 31 | 42 | 7  | 294 | 296 | -2  |
|  | 6.   | PEI Senators           | 54  | 80 | 23 | 49 | 8  | 269 | 356 | -87 |

North Division
|  | Pos. | Squadra             | Pt | G  | V  | S  | N  | GF  | GS  | DR  |
|  | ---- | ------------------- | -- | -- | -- | -- | -- | --- | --- | --- |
|  | 1.   | Adirondack R. Wings | 98 | 80 | 45 | 27 | 8  | 333 | 273 | +60 |
|  | 2.   | Portland Pirates    | 96 | 80 | 43 | 27 | 10 | 328 | 269 | +59 |
|  | 3.   | Albany River Rats   | 84 | 80 | 38 | 34 | 8  | 312 | 315 | -3  |
|  | 4.   | Springfield Indians | 71 | 80 | 29 | 38 | 13 | 309 | 327 | -18 |
|  | 5.   | Providence Bruins   | 69 | 80 | 28 | 39 | 13 | 283 | 319 | -36 |

South Division
|  | Pos. | Squadra             | Pt | G  | V  | S  | N  | GF  | GS  | DR  |
|  | ---- | ------------------- | -- | -- | -- | -- | -- | --- | --- | --- |
|  | 1.   | Hershey Bears       | 87 | 80 | 38 | 31 | 11 | 306 | 298 | +8  |
|  | 2.   | Hamilton Canucks    | 79 | 80 | 36 | 37 | 7  | 302 | 305 | -3  |
|  | 3.   | Cornwall Aces       | 77 | 80 | 33 | 36 | 11 | 294 | 295 | -1  |
|  | 4.   | Rochester Americans | 77 | 80 | 31 | 34 | 15 | 277 | 300 | -23 |
|  | 5.   | Binghamton Rangers  | 75 | 80 | 33 | 38 | 9  | 312 | 322 | -10 |

Legenda:

      Ammesse ai Playoff
Note:

Due punti a vittoria, un punto a pareggio, zero a sconfitta.

### Statistiche
Classifica marcatori
| Giocatore       | Squadra                | PG | Gol | Assist | Punti |
| --------------- | ---------------------- | -- | --- | ------ | ----- |
| Tim Taylor      | Adirondack R. Wings    | 79 | 36  | 81     | 117   |
| Rich Chernomaz  | St. John's Maple Leafs | 78 | 45  | 65     | 110   |
| Stéphane Morin  | Hamilton Canucks       | 69 | 38  | 71     | 109   |
| Jeff Nelson     | Portland Pirates       | 80 | 34  | 73     | 107   |
| Yanic Perreault | St. John's Maple Leafs | 62 | 45  | 60     | 105   |
| Mitch Lamoureux | Hershey Bears          | 80 | 45  | 60     | 105   |
| Mike Tomlak     | Springfield Indians    | 79 | 44  | 56     | 100   |
| Mark Pederson   | Adirondack R. Wings    | 62 | 52  | 45     | 97    |
| Chris Snell     | St. John's Maple Leafs | 75 | 22  | 74     | 96    |
| Patrik Augusta  | St. John's Maple Leafs | 77 | 53  | 43     | 96    |
|                 |                        |    |     |        |       |

Classifica portieri
| Giocatore           | Squadra               | PG | MGS  |  |
| ------------------- | --------------------- | -- | ---- |  |
| Frédéric Chabot     | Hershey Bears         | 31 | 2.80 |  |
| Kevin Hodson        | Adirondack R. Wings   | 37 | 2.94 |  |
| Martin Brochu       | Fredericton Canadiens | 32 | 3.03 |  |
| Olaf Kölzig         | Portland Pirates      | 29 | 3.06 |  |
| Byron Dafoe         | Portland Pirates      | 47 | 3.34 |  |
| Andrej Trefilov     | Saint John Flames     | 28 | 3.42 |  |
| Scott LaGrand       | Hershey Bears         | 40 | 3.45 |  |
| Stéphane Beauregard | Moncton Hawks         | 37 | 3.49 |  |
| Bill Horn           | Rochester Americans   | 25 | 3.49 |  |
| Marcel Cousineau    | Saint John Flames     | 37 | 3.51 |  |
|                     |                       |    |      |  |

## Playoff
|  | Semifinali Division | Semifinali Division    | Semifinali Division |                  |    | Finali Division        | Finali Division | Finali Division |  |  | Semifinali | Semifinali | Semifinali |  |  | Calder Cup | Calder Cup | Calder Cup |  |
|  |                     |                        |                     |                  |    |                        |                 |                 |  |  |            |            |            |  |  |            |            |            |  |
|  | A1                  | St. John's Maple Leafs | 4                   |                  |    |                        |                 |                 |  |  |            |            |            |  |  |            |            |            |  |
|  | A1                  | St. John's Maple Leafs | 4                   |                  |    |                        |                 |                 |  |  |            |            |            |  |  |            |            |            |  |
|  | A4                  | Cape Breton Oilers     | 1                   |                  |    |                        |                 |                 |  |  |            |            |            |  |  |            |            |            |  |
|  | A4                  | Cape Breton Oilers     | 1                   |                  | A1 | St. John's Maple Leafs | 2               |                 |  |  |            |            |            |  |  |            |            |            |  |
|  |                     |                        |                     |                  | A1 | St. John's Maple Leafs | 2               |                 |  |  |            |            |            |  |  |            |            |            |  |
|  |                     |                        | A3                  | Moncton Hawks    | 4  |                        |                 |                 |  |  |            |            |            |  |  |            |            |            |  |
|  | A2                  | Saint John Flames      | A3                  | Moncton Hawks    | 4  | 3                      |                 |                 |  |  |            |            |            |  |  |            |            |            |  |
|  | A2                  | Saint John Flames      |                     |                  |    |                        |                 |                 |  |  |            |            |            |  |  |            |            |            |  |
|  | A3                  | Moncton Hawks          | 4                   |                  |    |                        |                 |                 |  |  |            |            |            |  |  |            |            |            |  |
|  | A3                  | Moncton Hawks          | 4                   |                  | A3 | Moncton Hawks          | 2               |                 |  |  |            |            |            |  |  |            |            |            |  |
|  |                     |                        |                     |                  |    |                        |                 |                 |  |  |            |            |            |  |  |            |            |            |  |
|  |                     |                        | S3                  | Cornwall Aces    | 0  |                        |                 |                 |  |  |            |            |            |  |  |            |            |            |  |
|  | S1                  | Hershey Bears          | S3                  | Cornwall Aces    | 0  | 4                      |                 |                 |  |  |            |            |            |  |  |            |            |            |  |
|  | S1                  | Hershey Bears          |                     |                  |    |                        |                 |                 |  |  |            |            |            |  |  |            |            |            |  |
|  | S4                  | Rochester Americans    | 0                   |                  |    |                        |                 |                 |  |  |            |            |            |  |  |            |            |            |  |
|  | S4                  | Rochester Americans    | 0                   |                  | S1 | Hershey Bears          | 3               |                 |  |  |            |            |            |  |  |            |            |            |  |
|  |                     |                        |                     |                  | S1 | Hershey Bears          | 3               |                 |  |  |            |            |            |  |  |            |            |            |  |
|  |                     |                        | S3                  | Cornwall Aces    | 4  |                        |                 |                 |  |  |            |            |            |  |  |            |            |            |  |
|  | S2                  | Hamilton Canucks       | S3                  | Cornwall Aces    | 4  | 0                      |                 |                 |  |  |            |            |            |  |  |            |            |            |  |
|  | S2                  | Hamilton Canucks       |                     |                  |    |                        |                 |                 |  |  |            |            |            |  |  |            |            |            |  |
|  | S3                  | Cornwall Aces          | 4                   |                  |    |                        |                 |                 |  |  |            |            |            |  |  |            |            |            |  |
|  | S3                  | Cornwall Aces          | 4                   |                  | A3 | Moncton Hawks          | 1               |                 |  |  |            |            |            |  |  |            |            |            |  |
|  |                     |                        |                     |                  |    |                        |                 |                 |  |  |            |            |            |  |  |            |            |            |  |
|  |                     |                        | N2                  | Portland Pirates | 4  |                        |                 |                 |  |  |            |            |            |  |  |            |            |            |  |
|  |                     |                        | N2                  | Portland Pirates | 4  |                        |                 |                 |  |  |            |            |            |  |  |            |            |            |  |
|  |                     |                        |                     |                  |    |                        |                 |                 |  |  |            |            |            |  |  |            |            |            |  |
|  |                     |                        |                     |                  |    |                        |                 |                 |  |  |            |            |            |  |  |            |            |            |  |
|  |                     |                        |                     |                  |    |                        |                 |                 |  |  |            |            |            |  |  |            |            |            |  |
|  |                     |                        |                     |                  |    |                        |                 |                 |  |  |            |            |            |  |  |            |            |            |  |
|  |                     |                        |                     |                  |    |                        |                 |                 |  |  |            |            |            |  |  |            |            |            |  |
|  |                     |                        |                     |                  |    |                        |                 |                 |  |  |            |            |            |  |  |            |            |            |  |
|  |                     |                        |                     |                  |    |                        |                 |                 |  |  |            |            |            |  |  |            |            |            |  |
|  |                     |                        |                     |                  |    |                        |                 |                 |  |  |            |            |            |  |  |            |            |            |  |
|  |                     |                        | Bye                 |                  |    |                        |                 |                 |  |  |            |            |            |  |  |            |            |            |  |
|  |                     |                        |                     |                  |    |                        |                 |                 |  |  |            |            |            |  |  |            |            |            |  |
|  |                     |                        | N2                  | Portland Pirates |    |                        |                 |                 |  |  |            |            |            |  |  |            |            |            |  |
|  | N1                  | Adirondack Red Wings   | N2                  | Portland Pirates | 4  |                        |                 |                 |  |  |            |            |            |  |  |            |            |            |  |
|  | N1                  | Adirondack Red Wings   |                     |                  |    |                        |                 |                 |  |  |            |            |            |  |  |            |            |            |  |
|  | N4                  | Springfield Indians    | 2                   |                  |    |                        |                 |                 |  |  |            |            |            |  |  |            |            |            |  |
|  | N4                  | Springfield Indians    | 2                   |                  | N1 | Adirondack Red Wings   | 3               |                 |  |  |            |            |            |  |  |            |            |            |  |
|  |                     |                        |                     |                  | N1 | Adirondack Red Wings   | 3               |                 |  |  |            |            |            |  |  |            |            |            |  |
|  |                     |                        | N2                  | Portland Pirates | 4  |                        |                 |                 |  |  |            |            |            |  |  |            |            |            |  |
|  | N2                  | Portland Pirates       | N2                  | Portland Pirates | 4  | 4                      |                 |                 |  |  |            |            |            |  |  |            |            |            |  |
|  | N2                  | Portland Pirates       |                     |                  |    |                        |                 |                 |  |  |            |            |            |  |  |            |            |            |  |
|  | N3                  | Albany River Rats      | 1                   |                  |    |                        |                 |                 |  |  |            |            |            |  |  |            |            |            |  |

- La migliore semifinalista ottiene un bye per l'accesso diretto alla finale di Calder Cup.

## Premi AHL
- Calder Cup: Portland Pirates
- F. G. "Teddy" Oke Trophy: Adirondack Red Wings
- John D. Chick Trophy: Hershey Bears
- Richard F. Canning Trophy: Portland Pirates
- Robert W. Clarke Trophy: Cornwall Aces
- Aldege "Baz" Bastien Memorial Award: Frédéric Chabot (Hershey Bears)
- Dudley "Red" Garrett Memorial Award: René Corbet (Cornwall Aces)
- Eddie Shore Award: Chris Snell (St. John's Maple Leafs)
- Fred T. Hunt Memorial Award: Jim Nesich (Cape Breton Oilers)
- Harry "Hap" Holmes Memorial Award: Olaf Kölzig e Byron Dafoe (Portland Pirates)
- Jack A. Butterfield Trophy: Olaf Kölzig (Portland Pirates)
- John B. Sollenberger Trophy: Tim Taylor (Adirondack Red Wings)
- Les Cunningham Award: Rich Chernomaz (St. John's Maple Leafs)
- Louis A. R. Pieri Memorial Award: Barry Trotz (Portland Pirates)

### Vincitori
| Portland Pirates | Portieri: Olaf Kölzig, Byron Dafoe Difensori: Brian Curran, Jason Gladney, Sergej Gončar, Ken Klee, Lorne Knauft, Jim Mathieson, Darren McAusland, Todd Nelson, Steve Poapst, Jeff Sirkka, Jason Woolley Attaccanti: Jason Allison, Mike Boback, Andrew Brunette, Kerry Clark, Kent Hulst, Chris Jensen, Martin Jiránek, Kevin Kaminski, Kevin Kerr, Chris Longo, Jeff Nelson, Randy Pearce, Michel Picard Allenatore: Barry Trotz |

### AHL All-Star Team
First All-Star Team
- Attaccanti: Mark Pederson • Tim Taylor • Rich Chernomaz
- Difensori: Chris Snell • Jason York
- Portiere: Byron Dafoe

Second All-Star Team
- Attaccanti: Michel Picard • Stéphane Morin • Patrik Augusta
- Difensori: Rob Cowie • Bob Wilkie
- Portiere: Mike Fountain